# Álvaro Gómez (acteur)
Álvaro Gómez González (né le 24 décembre 1980 à Osorno) est un acteur chilien.

## Filmographie
| Année | Titre       | Rôle  | Réalisateur   |
| ----- | ----------- | ----- | ------------- |
| 2011  | Baby Shower | Julio | Pablo Illanes |

## Télévision

### Telenovelas
| Telenovelas | Telenovelas   | Telenovelas                | Telenovelas |
| Année       | Titre         | Rôle                       | Chaîne      |
| ----------- | ------------- | -------------------------- | ----------- |
| 2007        | Vivir con 10  | Silvestre Solé             | Chilevisión |
| 2008        | Mala conducta | Rigoberto "Rigo" Bobadilla | Chilevisión |
| 2009        | Sin anestesia | Zaror Cruchaga             | Chilevisión |
| 2010        | Martín Rivas  | Clemente Valencia          | TVN         |
| 2011        | Témpano       | Luciano Estévez            | TVN         |
| 2013        | Las Vega's    | Robinson Martínez          | Canal 13    |

### Séries et unitaires
| Séries télévisées | Séries télévisées   | Séries télévisées | Séries télévisées |
| Année             | Titre               | Rôle              | Chaîne            |
| ----------------- | ------------------- | ----------------- | ----------------- |
| 2008              | Huaiquimán y Tolosa | Látigo            | Canal 13          |
| 2010              | Cartas de Mujer     |                   | Chilevisión       |
| 2012              | Infieles            | Nino / Manuel     | Chilevisión       |

## Théâtre
| Année | Titre   | Rôle    | Metteur en scène |
| ----- | ------- | ------- | ---------------- |
| 2012  | El Muro | El Tila | Lui-même         |

### Source
- (es) Cet article est partiellement ou en totalité issu de l’article de Wikipédia en espagnol intitulé « Álvaro Gómez (actor) » (voir la liste des auteurs).